# Happy Days Are Here Again
Happy Days Are Here Again è un brano musicale del 1929 musicato da Milton Ager con testo scritto da Jack Yellen. La canzone è stata registrata da Leo Reisman e la sua orchestra con Lou Levin alla voce ed inserita nel film Arcobaleno (1930).

## Versione di Barbra Streisand
Una versione molto conosciuta è quella della cantante e attrice statunitense Barbra Streisand, che ha interpretato e pubblicato il brano agli esordi della sua carriera, nel 1962, come singolo estratto dall'album The Barbra Streisand Album.

### Tracce
- 7"

1. Happy Days Are Here Again
2. When the Sun Comes Out